# Domagoj Proleta
Domagoj Proleta (nac. 20 de marzo de 1998 en Dubrovnik, Croacia) es un baloncestista croata. Con una altura de 2,07 metros, su posición habitual es la de ala-pívot en las filas del KK Zadar de la Liga Croata.

## Trayectoria
Comenzó a jugar a baloncesto en el KK Dubrovnik, el club de su ciudad natal. En 2013 fue captado por el Real Madrid, completando su formación en las categorías inferiores y formando parte, junto a Luka Dončić, del equipo júnior que ganó la Euroleague Next Generation, la competición continental más importante en la categoría U-18. 
Cumplida la mayoría de edad, inició su carrera profesional en el Óbila Club de Basket de LEB Plata, disputando 23 encuentros en la temporada 2016/17 con escasa participación.
En 2017/18 regresa a Croacia, donde firma con el KK Zagreb y promedia 12.1 puntos y 5.3 rebotes en la liga croata. En 2018/19 firma con el KK Zabok, de la misma competición, teniendo una participación menos destacada. 
En la temporada 2019/20 disputa la liga checa con el USK Praha, promediando 12.9 puntos y 3.3 rebotes además de un 40% de acierto en tiros de tres puntos. En 2020/21 permanece en Chequia e inicia la temporada con el Turi Svitavy, regresando a las filas del USK Praha en el mes de enero y completando la temporada con unos promedios acumulados de 12.7 puntos y 4.2 rebotes.
En agosto de 2021 se incorpora al Real Betis de Liga ACB para reforzar los entrenamientos de pretemporada.
El 27 de septiembre de 2021, firma por el Acunsa GBC de la Liga LEB Oro.
El 18 de agosto de 2022, firma por el Brussels Basketball de la BNXT League.
El 16 de agosto de 2023 regresó a su país para firmar con el Cibona de Zagreb.